# Bob Burns
Robert Louis Burns Jr. (conhecido por Bob Burns, Jacksonville, 24 de novembro de 1950 – Cartersville, 3 de abril de 2015), foi um baterista americano que fez parte da formação inicial da banda de southern rock, Lynyrd Skynyrd, entre 1964 e 1970.
Durante um breve período de tempo, Rickey Medlocke assumiu a bateria da banda, e teria o Lynyrd Skynyrd ocasionalmente dois bateristas, semelhante ao Allman Brothers Band. Burns retornou em 1973-1974, mas teve que abandonar a banda em virtude de estar cansado da vida que levava na banda, viajando pelos Estados Unidos a dentro por outros motivos pessoais, e em seguida foi substituído por Artimus Pyle. Em 13 de março de 2006 ele voltou a tocar com Lynyrd Skynyrd após 30 anos (com exceção da sua performance em 1996 para promover o filme "Freebird - The Movie") para uma performance no Rock and Roll Hall of Fame, junto com os membros da formação clássica da banda, sendo eles: Gary Rossington, Billy Powell, Ed King, Artimus Pyle e as Honketts. pela primeira vez em 30 anos (com exceção do seu desempenho em 1996 para promover o "Freebird: O Filme"), o Rock and Roll Hall of Fame indução.
Morreu em 3 de abril de 2015, num acidente de carro após perder a direção numa curva e chocar-se contra uma árvore.